# 忍 (電影)
《忍》（英語：The Escape）是1972年上映的一部香港動作電影，由楊群、俞鳳至與巫敏雄執導，楊群、嘉凌、曹健、李虹、高飛、張允文、陳又新及蔣光超主演。電影講述蔡松坡之革命事跡，曾參與此役之中華民國監察院長張維翰指導拍攝。
本片榮獲第11屆金馬獎最佳劇情片、最佳男主角（楊群）及最佳編劇。

## 劇情
民國2年至4年，將軍蔡松坡（楊群 飾）被困北京，他表面上花天酒地，致使被外人深深地誤解，但為了國家前途，他忍辱負重，後來在精通國術的關小玉（嘉凌 飾）暗助下，得以逃出北京。逃出北京的蔡松坡後來於雲南通電討袁，成立護國軍反對帝制，各省紛紛响應，發起了「雲南二次起義」。

## 角色
| 演員   | 角色   | 備註             |
| 楊群   | 蔡松坡 | 民國將軍         |
| 嘉凌   | 關小玉 | 刀馬旦，精通國術 |
| 曹健   |        |                  |
| 李虹   |        |                  |
| 高飛   |        |                  |
| 張允文 | 展龍標 |                  |
| 陳又新 | 雷振春 |                  |
| 蔣光超 | 關二胡 |                  |
| 紫蘭   | 筱鳳仙 |                  |
| 張疆   | 龔烈鈞 |                  |
| 楊度   | 高飛   |                  |

## 獎項
| 年份 | 頒獎典禮     | 獎項           | 名字             | 結果 |
| ---- | ------------ | -------------- | ---------------- | ---- |
| 1973 | 第11届金馬獎 | 最佳劇情片     | 鳳鳴影業有限公司 | 獲獎 |
| 1973 | 第11届金馬獎 | 最佳男主角     | 楊群             | 獲獎 |
| 1973 | 第11届金馬獎 | 最佳編劇       | 鳳鳴編劇小組     | 獲獎 |
| 1973 | 第11届金馬獎 | 優秀演技特別獎 | 嘉凌             | 獲獎 |

## 外部連結
- 香港影庫上《忍》的資料（繁體中文）
- 開眼電影網上《忍》的資料（繁體中文）
- 时光网上《忍》的資料（简体中文）
- 豆瓣电影上《忍》的資料 （简体中文）
- 互联网电影数据库（IMDb）上《忍》的资料（英文）